# دينيس كافلينوف
دينيس كافلينوف (بالروسية: Кавлинов, Денис Юрьевич)‏ (10 يناير 1995 بإيليستا في روسيا - ) هو لاعب كرة قدم روسي في مركز حراسة المرمى. لعب مع نادي كراسنودار وFC Krasnodar-2 ‏.

## روابط خارجية
- دينيس كافلينوف على موقع قاعدة بيانات كرة القدم.إي يو (الإنجليزية)
- دينيس كافلينوف على موقع Soccerway.com (الإنجليزية)
- دينيس كافلينوف على موقع AS.com (الإسبانية)